# Rakek
Rakek (in italiano tra le due guerre mondiali anche Racche, Recchio o Radura) è un centro abitato della Slovenia, frazione del comune di Circonio.

## Storia
Nel 1857 l'imperial regia privilegiata società delle ferrovie meridionali (Südbahn) portò la linea ferroviaria ad attraversare Rakek, creando l'omonima stazione e facendo espandere il villaggio che diventò un importante punto di raccolta del legname ricavato dalle foreste circostanti.

## Monumenti e luoghi d'interesse
- Nella piazza antistante la stazione è presente un monumento alle vittime della seconda guerra mondiale, opera dello scultore Jakob Savinšek.
- La chiesa parrocchiale di Rakek è dedicata al Sacro Cuore di Gesù ed appartiene alla arcidiocesi di Lubiana. Fu costruita nel XVI secolo e profondamente rimaneggiata ed ampliata tra il 1935 e il 1938, basandosi in parte sui progetti di Jože Plečnik.[6]